# Чирюртские ГЭС
Чирюртские гидроэлектростанции — комплекс 3 ГЭС на реке Сулак в Дагестане, у города Кизилюрт. Входят в Сулакский каскад ГЭС. Чирюртские ГЭС входят в состав Дагестанского филиала ПАО «РусГидро».

## Общие сведения
В состав Чирюртских ГЭС, представляющих единый комплекс гидротехнических сооружений, входят плотина с водосбросом, приплотинная Гельбахская ГЭС, деривация Чирюртской ГЭС-1, напорно-станционный узел Чирюртской ГЭС-1, отводящий канал, Чирюртская ГЭС-2. Комплекс является нижней ступенью Сулакского каскада, Чирюртская ГЭС-1 является первой по времени постройки станцией каскада.

## Чирюртская ГЭС-1
Строительство начато в 1961 году, гидроагрегаты пущены в 1967—1969 годах. Является плотинно-деривационной гидроэлектростанцией, часть напора создаётся плотиной на Сулаке, часть — при помощи деривационного канала. Мощность ГЭС — 72 МВт, среднегодовая выработка электроэнергии — 386 млн кВт·ч.

## Чирюртская ГЭС-2
Малая деривационная гидроэлектростанция, построенная на отводящем канале Чирюрской ГЭС-1. каких-либо плотин и водохранилищ не имеет, работает по водотоку. Введена в эксплуатацию в 1964 году. Мощность ГЭС — 9 МВт, среднегодовая выработка электроэнергии — 42,8 млн кВт·ч.

## Гельбахская ГЭС
Гидроэлектростанция, пристроенная к плотине Чирюртской ГЭС-1, использует для работы паводковый сток, который ранее сбрасывался через водосброс, а также включается в работу во время ремонта ГЭС-1. Строительство начато в 2004 году, гидроагрегаты пущены в 2006 году. Мощность ГЭС — 44 МВт, среднегодовая выработка электроэнергии — 91,5 млн кВт·ч.

## Топографические карты
- Лист карты K-38-34 Хасавюрт. Масштаб: 1 : 100 000. Состояние местности на 1983 год. Издание 1984 г.